# Vincent Engel
 (février 2022).
Si vous disposez d'ouvrages ou d'articles de référence ou si vous connaissez des sites web de qualité traitant du thème abordé ici, merci de compléter l'article en donnant les références utiles à sa vérifiabilité et en les liant à la section « Notes et références ».
Vincent Engel, né à Uccle le 20 septembre 1963, est un écrivain et dramaturge belge francophone.

## Carrière

### Carrière littéraire
Vincent Engel commence sa carrière littéraire, en 1993, par la publication de recueils de nouvelles au Québec aux éditions de L’instant même, puis par la sortie d’un premier roman, Un jour, ce sera l’aube (1995).
Il y publie aussi plusieurs romans sous l’hétéronyme de Baptiste Morgan (qui est par ailleurs un de ses personnages romanesques, qui apparaît notamment dans Les absentes) : La vie oubliée (1998) , Mon voisin, c’est quelqu’un (2002) et L’art de la fuite (2005).
Son roman Retour à Montechiarro (2001) rencontre un franc succès auprès du public et reçoit plusieurs prix, dont le prix des libraires du Livre de Poche et le prix Rossel des jeunes. La problématique historique est indissociable de sa bibliographie littéraire et critique, comme dans Oubliez Adam Weinberger (2000), roman qui rend compte de la difficulté de dire la Shoah, un “ là-bas, dont on ne parle pas”, écrira l’écrivain.
En 2015, il se lance dans l’écriture de jeunesse avec Et dans la forêt, j’ai vu, roman publié aux éditions Ker, repris par les éditions Kennes, en parallèle avec une adaptation en bande dessinée par Benjamin Cuvelier (sortie prévue en 2023).
Vincent Engel accorde un intérêt particulier pour le genre de la nouvelle. En 1993-1994, il met sur pied L’Année Nouvelle à Louvain-la-Neuve], une année d’activités autour de la nouvelle francophone, qui débute par la publication d’un recueil de 71 nouvelles, se poursuit par des nombreuses activités et rencontres, et se conclut en mai 1994 par un colloque-festival.
Plusieurs de ses nouvelles ont été mises en ondes à la RTBF et RFI.
Certains de ses romans et recueils de nouvelles ont notamment été traduits en allemand (Oubliez Adam Weinberger) en russe (Oubliez Adam Weinberger, La guerre est quotidienne et Mon voisin, c’est quelqu’un) et en américain (La peur du paradis).

### Carrière dramaturgique
Dramaturge, il écrit plusieurs pièces, dont [Viva ! (2017), spectacle théâtral et musical, mis en scène par Gabriel Alloing et interprété par Pietro Pizzuti. En 2019, il adapte le roman d’Albert Camus, La Chute. Il collabore également avec Franco Dragone, comme dramaturge, à la création de deux spectacles : The House of Dancing Water à Macao et The Han Show à Wuhan.
Cinq de ses nouvelles ont été adaptées au théâtre par Michel Poncelet et Bernard Lefrancq, dans un spectacle intitulé “Nous sommes tous des faits divers”.

### Carrière académique
Docteur en philologie romane, professeur de littérature contemporaine à l’Université Catholique de Louvain, et d’histoire contemporaine à l’Ihecs. Ses recherches scientifiques s’intéressent particulièrement à la question de la Shoah, de la mémoire et de la transmission. Son récent ouvrage Le désir de mémoire : contre l’instrumentalisation de la mémoire de la Shoah, publié en 2020 aux éditions Karthala, revient sur les enjeux mémoriels actuels des camps d’exterminations. Plus largement, sa réflexion générale se concentre sur la littérature française du XXe siècle et les rapports entre idéologies et littérature.

### Autres activités
Chroniqueur politique et critique littéraire, Vincent Engel a collaboré avec Le Soir, Victoire (supplément hebdomadaire du Soir) et Mint en radio. En 2019, il est nommé vice-président du conseil d’administration de la RTBF sous le quota du PTB.
Il se passionne pour la musique (présence quasi-constante de celle-ci dans ses romans) et écrit le livret d’un oratorio, Shema Adonai, dont la musique sera composée par Gaston Compère.
Vincent Engel est également membre fondateur de la SGdL  cfb (Société des gens de lettres de la communauté française de Belgique, devenue AGdL en décembre 1999) ; en 2008, il dirige la collection Espace Nord aux éditions Labor, puis s'occupe, en 2012, de la collection Le Grand Miroir aux éditions Decitre.
Il est l'un des instigateurs de Carta Academica, collectif d'universitaires belges, francophones et néerlandophones, qui ont décidé d'intervenir dans le débat public.

### Essais, publications
- Le Serment de Kolvillàg d'Elie Wiesel : une écriture entre le silence et la parole, Louvain-la-Neuve, 1986.
- Fou de Dieu ou Dieu des fous : l’œuvre tragique d’Elie Wiesel, essai, De Boeck, Bruxelles, 1989.
- Pourquoi parler d'Auschwitz ?, essai, éditions Les Éperonniers, Bruxelles, 1992.
- L'Année nouvelle à Louvain-la-Neuve : le Colloque-Festival, L'Année nouvelle, Louvain-la-Neuve, 1994.
- La vie malgré tout : confessions nouvelles, essai, L’instant même, Québec, 1994 (prix Renaissance de la nouvelle).
- Le genre de la nouvelle dans le monde francophone au tournant du XXIe siècle, essai, actes du colloque de l’Année nouvelle, du 26 au 28 avril 1994, Canevas, L’instant même, Phi, 1995.
- Nos Ancêtres les Gaulois, essai, impressions d’écrivains sur la francophonie, Quorum, Ottignies, 1996 (dir.).
- Au nom du père, de Dieu et d’Auschwitz ; regards littéraires sur des questions contemporaines au travers de l'œuvre d'Elie Wiesel, essai, Peter Lang, Bruxelles, 1997.
- Histoire de la critique littéraire des XIXe et XXe siècles, essai, Academia-Bruylant, Louvain-la-Neuve, 1998 (dir.).
- Frédérick Tristan, essai, Le Rocher, Paris, 2000.
- Fiction : l'impossible nécessité. Sur les récifs des sirènes naissent les récits des silènes, essai, Ker Éditions, Hévillers, 2013.
- Le désir de mémoire : contre l'instrumentalisation de la mémoire de la Shoah, essai, Karthala, Paris, 2020.

### Nouvelles, romans, théâtre, divers
- Légendes en attente, nouvelles, L’instant même, Québec, 1993 (prix Franz de Wever).
- Un jour, ce sera l’aube, roman, Labor, Bruxelles, 1995.
- Raphael et Laetitia : romansonge, Alfil, Neuvy-le-Roy, France, 1996, réédité par Ker éditions en 2011.
- La vie oubliée. Nature morte IV, sous le pseudonyme de Baptiste Morgan, roman, éditions Quorum, Gerpinnes, Belgique, 1998.
- La guerre est quotidienne, nouvelles, éditions Quorum, Gerpinnes, Belgique, 1999.
- Oubliez Adam Weinberger, roman, éditions Fayard, 2000 (réédition Mijade 2020).
- Retour à Montechiarro, roman, éditions Fayard, 2001 (prix Victor-Rossel des jeunes 2001).
- Vae victis, roman, éditions Luc Pire, Le grand Miroir, Bruxelles, 2006.
- Mon voisin, c'est quelqu'un, sous le pseudonyme de Baptiste Morgan, roman, éditions Fayard, 2002.
- Requiem vénitien, roman, éditions Fayard, 2003.
- Les Angéliques, roman, éditions Fayard, 2004.
- Amour, j'écris ton nom, 23 auteurs belges colorient leur plume, collectif, Éditions Couleur livres, Charleroi, 2006.
- Alessandro, théâtre, drame en quatre actes, Éd. Asmodée Edern, Ohain, 2006.
- Les Absentes, roman, éditions Lattès, 2006.
- Le don de Mala-Léa : David Susskind : l'itinéraire d'un Mensch, biographie romancée, éditions Luc Pire, Le grand Miroir, Bruxelles, 2006.
- Othello, passeur, avec Yves Vasseur, Les impressions nouvelles, Bruxelles, 2008.
- La peur du paradis, roman, éditions JC Lattès, 2009.
- Opera Mundi, avec des photographies d’Emmanuel Crooy, éditions Luc Pire, Le grand Miroir, Bruxelles, 2009.
- Le mariage de Dominique Hardenne, roman, éditions JC Lattès, 2010 (prix Berheim du roman 2012[12])
- Nous sommes tous des faits divers, recueil, Ker éditions, Hévillers, 2013.
- Les Diaboliques, roman, Ker éditions, Hévillers, 2014.
- Le Miroir des illusions, Les Escales, Paris, 2016.
- Alma Viva, Ker éditions, Hévillers, 2017.
- Maramisa, Les Escales, Paris, 2018[13].
- Les vieux ne parlent plus, Ker éditions, Hévillers, 2020.